# Чудо-женщина (саундтрек)
Чудо-женщина: Оригинальный саундтрек к фильму (англ. Wonder Woman: Original Motion Picture Soundtrack) — саундтрек фильма «Чудо-женщина» Руперта Грегсона-Уильямса. WaterTower Music выпустили альбом саундтреков 2 июня 2017 года.
3 ноября 2016 года Руперт Грегсон-Уильямс был нанят для написания музыки к фильму. К нему присоединились Эван Джолли, Том Хоу, Пол Маунси и Эндрю Кавчински, которые предоставили дополнительную музыку. Саундтрек был выпущен в тот же день, что и фильм, на CD, цифровом и виниловом. В саундтреке также много семплов темы «Is She with You?» из фильма «Бэтмен против Супермена: На заре справедливости», которая была написана Хансом Циммером и Junkie XL.
Австралийская певица Сиа исполнила песню «To Be Human» для фильма с участием английского музыканта Лабринта. Написанная Флоренс Уэлч и Риком Ноуэлсом, песня включена в саундтрек. Сингл вышел 25 мая 2017 года.

## Трек лист
Вся музыка написана Рупертом Грегсоном-Уилльямсом, кроме отмеченных треков.
| №                   | Название                                  | Артист              | Длительность |
| ------------------- | ----------------------------------------- | ------------------- | ------------ |
| 1.                  | «Amazons of Themyscira»                   |                     | 6:47         |
| 2.                  | «History Lesson»                          |                     | 5:16         |
| 3.                  | «Angel on the Wing»                       |                     | 3:45         |
| 4.                  | «Ludendorff, Enough!»                     |                     | 7:37         |
| 5.                  | «Pain, Loss & Love»                       |                     | 5:27         |
| 6.                  | «No Man’s Land»                           |                     | 8:52         |
| 7.                  | «Fausta»                                  |                     | 3:20         |
| 8.                  | «Wonder Woman’s Wrath»                    |                     | 4:06         |
| 9.                  | «The God of War»                          |                     | 8:02         |
| 10.                 | «We Are All to Blame»                     |                     | 3:11         |
| 11.                 | «Hell Hath No Fury»                       |                     | 3:58         |
| 12.                 | «Lightning Strikes»                       |                     | 3:35         |
| 13.                 | «Trafalgar Celebration»                   |                     | 4:50         |
| 14.                 | «Action Reaction»                         |                     | 5:54         |
| 15.                 | «To Be Human» (Флоренс Уэлч и Рик Ноуэлс) | Сиа feat. Labrinth  | 4:00         |
| Общая длительность: | Общая длительность:                       | Общая длительность: | 78:38        |

## Чарты
| Чарты (2017)                      | Высшая позиция |
| --------------------------------- | -------------- |
| Австралия (ARIA)                  | 52             |
| Канада (Canadian Albums Chart)    | 98             |
| Новая Зеландия (RMNZ)             | 5              |
| Шотландия (Scottish Albums Chart) | 71             |
| США (Billboard 200)               | 53             |
| США (Billboard Soundtrack Albums) | 7              |